# Lista munților din România
| Nume                                | #  | Grupă montană | Diviziune                                             | Cel mai înalt vârf             | Altitudine maximă (în metri) | Observații                                              |
| ----------------------------------- | -- | --- | ----------------------------------------------------- | ------------------------------ | ---------------------------- | ------------------------------------------------------- |
| Munții Almăjului                    | 01 | Munții Banatului | Carpații Occidentali                                  | Vârful Svinecea Mare           | 1.224                        |                                                         |
| Munții Aninei                       | 02 | Munții Banatului | Carpații Occidentali                                  | Vârful Leordiș                 | 1.160                        |                                                         |
| Munții Baiului                      | 03 | Carpații de Curbură | Carpații Orientali                                    | Vârful Neamțu                  | 1.923                        |                                                         |
| Munții Baraolt                      | 04 | Carpații de Curbură | Carpații Orientali                                    | Vârful Havad                   | 1.019                        |                                                         |
| Munții Bârgău                       | 05 | Carpații Maramureșului și Bucovinei | Carpații Orientali                                    | Vârful Heniul Mare             | 1.611                        |                                                         |
| Munții Berzunți                     | 06 | Carpații Moldo-Transilvani | Carpații Orientali                                    | Vârful Berzunt                 | 984                          |                                                         |
| Munții Bihorului                    | 07 | Munții Apuseni | Carpații Occidentali                                  | Vârful Curcubăta Mare          | 1.849                        |                                                         |
| Munții Bistriței                    | 08 | Carpații Moldo-Transilvani | Carpații Orientali                                    | Vârful Budacu                  | 1.859                        | Denumiți și Munții Grințieșului                         |
| Munții Bodoc                        | 09 | Carpații de Curbură | Carpații Orientali                                    | Vârful Cărpiniș                | 1.241                        |                                                         |
| Munții Brețcu                       | 10 | Carpații de Curbură | Carpații Orientali                                    | Vârful Zârna                   | 1.603                        | Denumiți și Munții Brețcu-Oituz                         |
| Munții Bucegi                       | 11 | Grupa Bucegi | Carpații Meridionali                                  | Vârful Omu                     | 2.514                        |                                                         |
| Munții Călimani                     | 12 | Carpații Moldo-Transilvani | Carpații Orientali                                    | Vârful Pietrosul Călimanilor   | 2.100                        |                                                         |
| Munții Căpățânii                    | 13 | Grupa Parâng-Șureanu-Lotrului | Carpații Meridionali                                  | Vârful Nedeia                  | 2.130                        |                                                         |
| Munții Ceahlău                      | 14 | Carpații Moldo-Transilvani | Carpații Orientali                                    | Vârful Ocolașul Mare           | 1.907                        |                                                         |
| Munții Cernei                       | 15 | Grupa Retezat-Godeanu | Carpații Meridionali                                  | Vârful Dobrii                  | 1.928                        |                                                         |
| Munții Cindrel                      | 16 | Grupa Parâng-Șureanu-Lotrului | Carpații Meridionali                                  | Vârful Cindrel                 | 2.245                        | Denumiți și Munții Cibin                                |
| Munții Ciomatu                      | 17 | Carpații de Curbură | Carpații Orientali                                    | Vârful Ciomatu Mare            | 1.301                        |                                                         |
| Munții Ciucaș                       | 18 | Carpații de Curbură | Carpații Orientali                                    | Vârful Ciucaș                  | 1.954                        |                                                         |
| Munții Ciucului                     | 19 | Carpații Moldo-Transilvani | Carpații Orientali                                    | Vârful Noscolat                | 1.553                        | Denumiți și Munții Ciuc-Născălat                        |
| Munții Clăbucet                     | 20 | Carpații de Curbură | Carpații Orientali                                    | Vârful Clăbucetul Maneciului   | 1.460                        |                                                         |
| Munții Codru-Moma                   | 21 | Munții Apuseni | Carpații Occidentali                                  | Vârful Pleșu                   | 1.112                        |                                                         |
| Munții Cozia                        | 22 | Grupa Iezer-Păpușa-Făgăraș | Carpații Meridionali                                  | Vârful Ciuha Mare              | 1.668                        |                                                         |
| Munții Dognecei                     | 23 | Munții Banatului | Carpații Occidentali                                  | Vârful Culmea Poeții           | 617                          |                                                         |
| Munții Făgăraș                      | 24 | Grupa Iezer-Păpușa-Făgăraș | Carpații Meridionali                                  | Vârful Moldoveanu              | 2.544                        | Cel mai înalt vârf din România                          |
| Munții Frunții                      | 25 | Grupa Iezer-Păpușa-Făgăraș | Carpații Meridionali                                  | Vârful Munțișor                | 1.534                        |                                                         |
| Munții Găina                        | 26 | Munții Apuseni | Carpații Occidentali                                  | Vârful Găina                   | 1.486                        |                                                         |
| Munții Ghițu                        | 27 | Grupa Iezer-Păpușa-Făgăraș | Carpații Meridionali                                  | Vârful Ghițu                   | 1.622                        |                                                         |
| Munții Gilăului                     | 28 | Munții Apuseni | Carpații Occidentali                                  | Vârful Chicera Comării         | 1.475                        |                                                         |
| Munții Giumalău                     | 29 | Carpații Moldo-Transilvani | Carpații Orientali                                    | Vârful Giumalău                | 1.858                        |                                                         |
| Munții Giurgeu                      | 30 | Carpații Moldo-Transilvani | Carpații Orientali                                    | Vârful Prisica                 | 1.545                        |                                                         |
| Munții Godeanu                      | 31 | Grupa Retezat-Godeanu | Carpații Meridionali                                  | Vârful Gugu                    | 2.291                        |                                                         |
| Munții Goșmanu                      | 32 | Carpații Moldo-Transilvani | Carpații Orientali                                    | Vârful Cracu Geamăna           | 1.442                        |                                                         |
| Munții Grohotișului                 | 33 | Carpații de Curbură | Carpații Orientali                                    | Vârful Grohotișul              | 1.768                        |                                                         |
| Munții Gurghiu                      | 34 | Carpații Moldo-Transilvani | Carpații Orientali                                    | Vârful Saca Mare               | 1.776                        |                                                         |
| Munții Gutâi                        | 35 | Carpații Maramureșului și Bucovinei | Carpații Orientali                                    | Vârful Gutâiul Mare            | 1.443                        |                                                         |
| Munții Harghita                     | 36 | Carpații Moldo-Transilvani | Carpații Orientali                                    | Vârful Harghita Mădăraș        | 1.800                        |                                                         |
| Munții Hășmaș                       | 37 | Carpații Moldo-Transilvani | Carpații Orientali                                    | Vârful Hășmașul Mare           | 1.792                        |                                                         |
| Munții Iezer-Păpușa                 | 38 | Grupa Iezer-Păpușa-Făgăraș | Carpații Meridionali                                  | Vârful Roșu                    | 2.470                        |                                                         |
| Munții Igniș                        | 39 | Carpații Maramureșului și Bucovinei | Carpații Orientali                                    | Vârful Igniș                   | 1.307                        |                                                         |
| Munții Întorsurii                   | 40 | Carpații de Curbură | Carpații Orientali                                    | Vârful Pilișca                 | 1.222                        |                                                         |
| Munții Ivănețu                      | 41 | Carpații de Curbură | Carpații Orientali                                    | Vârful Ivănețu                 | 1.191                        |                                                         |
| Munții Latoriței                    | 42 | Grupa Parâng-Șureanu-Lotrului | Carpații Meridionali                                  | Vârful Bora                    | 2.055                        |                                                         |
| Munții Lăpuș                        | 43 | Carpații Maramureșului și Bucovinei | Carpații Orientali                                    | Vărful Văratec                 | 1.357                        | Cunoscuți local și ca Munții Văratecului                |
| Munții Leaota                       | 44 | Grupa Bucegi | Carpații Meridionali                                  | Vârful Leaota                  | 2.133                        |                                                         |
| Munții Locvei                       | 45 | Munții Banatului | Carpații Occidentali                                  | Vârful Corhanul Mare           | 735                          |                                                         |
| Munții Lotrului                     | 46 | Grupa Parâng-Șureanu-Lotrului | Carpații Meridionali                                  | Vârful Șteflești               | 2.242                        | Denumiți și Munții Steflești                            |
| Munții Maramureșului                | 47 | Carpații Maramureșului și Bucovinei | Carpații Orientali                                    | Vârful Fărcău                  | 1.957                        |                                                         |
| Munții Măcin                        | 48 | Scutul dobrogean | Munții Dobrogei                                       | Vârful Țuțuiatul               | 467                          |                                                         |
| Munții Măgura Codlei                | 49 | Carpații de Curbură | Carpații Orientali                                    | Vârful Măgura Codlei           | 1.292                        |                                                         |
| Munții Mehedinți                    | 50 | Grupa Retezat-Godeanu | Carpații Meridionali                                  | Vârful lui Stan                | 1.466                        |                                                         |
| Munții Meseș                        | 51 | Munții Apuseni | Carpații Occidentali                                  | Vârful Măgura Priei            | 996                          |                                                         |
| Munții Metaliferi                   | 52 | Munții Apuseni | Carpații Occidentali                                  | Vârful Poienița                | 1.437                        |                                                         |
| Munții Monteoru                     | 53 | Carpații de curbură | Carpații Orientali                                    | Vârful Monteoru                | 1.345                        |                                                         |
| Muntele Mare                        | 54 | Munții Apuseni | Carpații Occidentali                                  | Vârful Muntele Mare            | 1.826                        |                                                         |
| Muntele Mic                         | 55 | Grupa Retezat-Godeanu | Carpații Meridionali, parte a unității Munților Țarcu | Vârful Muntele Mic             | 1.806                        |                                                         |
| Munții Nemira                       | 56 | Carpații Moldo-Transilvani | Carpații Orientali                                    | Vârful Nemira Mare             | 1.649                        |                                                         |
| Munții Oașului                      | 57 | Carpații Maramureșului și Bucovinei | Carpații Orientali                                    | Vârful Piatra Vâscului         | 917                          |                                                         |
| Obcina Brodinei                     | 58 | Carpații Maramureșului și Bucovinei | Carpații Orientali                                    | Vârful Poiana Săcălești        | 1.307                        |                                                         |
| Obcina Feredeului                   | 59 | Carpații Maramureșului și Bucovinei | Carpații Orientali                                    | Vârful Veju Mare               | 1.494                        |                                                         |
| Obcina Mare                         | 60 | Carpații Maramureșului și Bucovinei | Carpații Orientali                                    | Vârful Sihloaia                | 1.224                        |                                                         |
| Obcina Mestecănișului               | 61 | Carpații Maramureșului și Bucovinei | Carpații Orientali                                    | Vârful Lucina                  | 1.588                        |                                                         |
| Munții Parâng                       | 62 | Grupa Parâng-Șureanu-Lotrului | Carpații Meridionali                                  | Vârful Parângul Mare           | 2.519                        |                                                         |
| Munții Pădurea Craiului             | 63 | Munții Apuseni | Carpații Occidentali                                  | Vârful Hodrâncușa              | 1.027                        |                                                         |
| Munții Penteleu                     | 64 | Carpații de Curbură | Carpații Orientali                                    | Vârful Penteleu                | 1.772                        |                                                         |
| Munții Perșani                      | 65 | Carpații de Curbură | Carpații Orientali                                    | Vârful Cetății                 | 1.104                        |                                                         |
| Munții Piatra Craiului              | 66 | Grupa Bucegi | Carpații Meridionali                                  | Vârful La Om (Piscul Baciului) | 2.238                        |                                                         |
| Munții Piatra Mare                  | 67 | Carpații de Curbură | Carpații Orientali                                    | Vârful Piatra Mare             | 1.844                        |                                                         |
| Munții Piule-Iorgovanu              | 68 | Grupa Retezat-Godeanu | Carpații Meridionali                                  | Vârful Piule                   | 2.081                        |                                                         |
| Munții Plopiș                       | 69 | Munții Apuseni | Carpații Occidentali                                  | Vârful Măgura Mare             | 918                          | Denumiți și Munții Șes                                  |
| Munții Podu Calului                 | 70 | Carpații de Curbură | Carpații Orientali                                    | Vârful Podu Calului            | 1.439                        |                                                         |
| Munții Poiana Ruscă                 | 71 | Grup montan separat extins, în mare parte de forma unui platou montan, făcând legătura între grupele montane Munții Banatului și Munții Apuseni | Carpații Occidentali                                  | Vârful Padeș                   | 1.382                        | Cunoscuți și sub denumirea generică de Țara Pădurenilor |
| Munții Postăvarul                   | 72 | Carpații de Curbură | Carpații Orientali                                    | Vârful Postăvarul              | 1.799                        |                                                         |
| Munții Rarău                        | 73 | Carpații Moldo-Transilvani | Carpații Orientali                                    | Vârful Rarău                   | 1.651                        |                                                         |
| Munții Retezat                      | 74 | Grupa Retezat-Godeanu | Carpații Meridionali                                  | Vârful Peleaga                 | 2.509                        |                                                         |
| Munții Rodnei                       | 75 | Carpații Maramureșului și Bucovinei | Carpații Orientali                                    | Vârful Pietrosul Rodnei        | 2.303                        |                                                         |
| Munții Semenic și Munceii Nemanului | 76 | Munții Banatului | Carpații Occidentali                                  | Vârful Piatra Goznei           | 1.447                        |                                                         |
| Munții Siriu                        | 77 | Carpații de Curbură | Carpații Orientali                                    | Vârful Mălaia                  | 1.662                        |                                                         |
| Munții Stânișoarei                  | 78 | Carpații Moldo-Transilvani | Carpații Orientali                                    | Vârful Bivolul                 | 1.530                        |                                                         |
| Munții Suhard                       | 79 | Carpații Maramureșului și Bucovinei | Carpații Orientali                                    | Vârful Omu                     | 1.932                        |                                                         |
| Munții Șureanu                      | 80 | Grupa Parâng-Șureanu-Lotrului | Carpații Meridionali                                  | Vârfu lui Pătru                | 2.130                        |                                                         |
| Munții Tarcău                       | 81 | Carpații Moldo-Transilvani | Carpații Orientali                                    | Vârful Grindușu                | 1.664                        |                                                         |
| Munții Tătaru                       | 82 | Carpații de Curbură | Carpații Orientali                                    | Vârful Tătaru Mare             | 1.477                        |                                                         |
| Munții Trascăului                   | 83 | Munții Apuseni | Carpații Occidentali                                  | Vârful Dambău                  | 1.369                        |                                                         |
| Munții Tulișa                       | 84 | Grupa Retezat-Godeanu | Carpații Meridionali                                  | Vârful Tulișa                  | 1.792                        |                                                         |
| Munții Țaga                         | 85 | Grupa Iezer-Păpușa-Făgăraș | Carpații Meridionali                                  | Vârful Feței Sfântului Ilie    | 1.641                        |                                                         |
| Munții Țarcu                        | 86 | Grupa Retezat-Godeanu | Carpații Meridionali                                  | Vârful Căleanu                 | 2.196                        |                                                         |
| Munții Țibleș                       | 87 | Carpații Maramureșului și Bucovinei | Carpații Orientali                                    | Vârful Bran                    | 1.840                        |                                                         |
| Munții Vâlcan                       | 88 | Grupa Retezat-Godeanu | Carpații Meridionali                                  | Vârful Oslea                   | 1.946                        |                                                         |
| Munții Vlădeasa                     | 89 | Munții Apuseni | Carpații Occidentali                                  | Vârful Vlădeasa                | 1.836                        |                                                         |
| Munții Vrancei                      | 90 | Carpații de Curbură | Carpații Orientali                                    | Vârful Goru                    | 1.785                        |                                                         |
| Munții Zarand                       | 91 | Munții Apuseni | Carpații Occidentali                                  | Vârful Drocea                  | 836                          |                                                         |